# NGC 5407
NGC 5407 est une galaxie elliptique située dans la constellation des Chiens de chasse. Sa vitesse par rapport au fond diffus cosmologique est de 5 579 ± 13 km/s, ce qui correspond à une distance de Hubble de 82,3 ± 5,8 Mpc (∼268 millions d'al). NGC 5407 a été découverte par l'astronome germano-britannique William Herschel en 1787.
À ce jour, une mesure non basée sur le décalage vers le rouge (redshift) donne une distance d'environ 83,700 Mpc (∼273 millions d'al). Cette valeur est à l'intérieur des valeurs de la distance de Hubble. 
Selon Abraham Mahtessian, NGC 5407 et NGC 5406 forment une paire de galaxies.